# リブラ 時の秤
『リブラ　時の秤』（原題『Libra』）はドン・デリーロの小説。1988年出版。
リー・ハーヴェイ・オズワルドに焦点を当て、ケネディ大統領暗殺事件を主題としている。

本書はオズワルドの子供時代から始まり、
アメリカ海兵隊時代のソ連への短期亡命、ロシア人女性との結婚、アメリカへの帰還とやがてケネディ暗殺事件で演じる彼の役割までが語られる。
この小説においてはケネディ大統領暗殺は、実際には失敗するように計画が立てられている。
暗殺（失敗の）計画を立てたのは前身のCIAの工作員達で、その狙いは合衆国政府をキューバ戦争に誘導することであった。
ジェイムズ・エルロイは本書に刺激されて『アメリカン・タブロイド』を執筆した。